# Баррин (озеро)
Баррин (англ. Barrine) — пресноводное озеро, расположенное в восточной части плата Атертон в штате Квинсленд (Австралия), недалеко от озера Ичем.

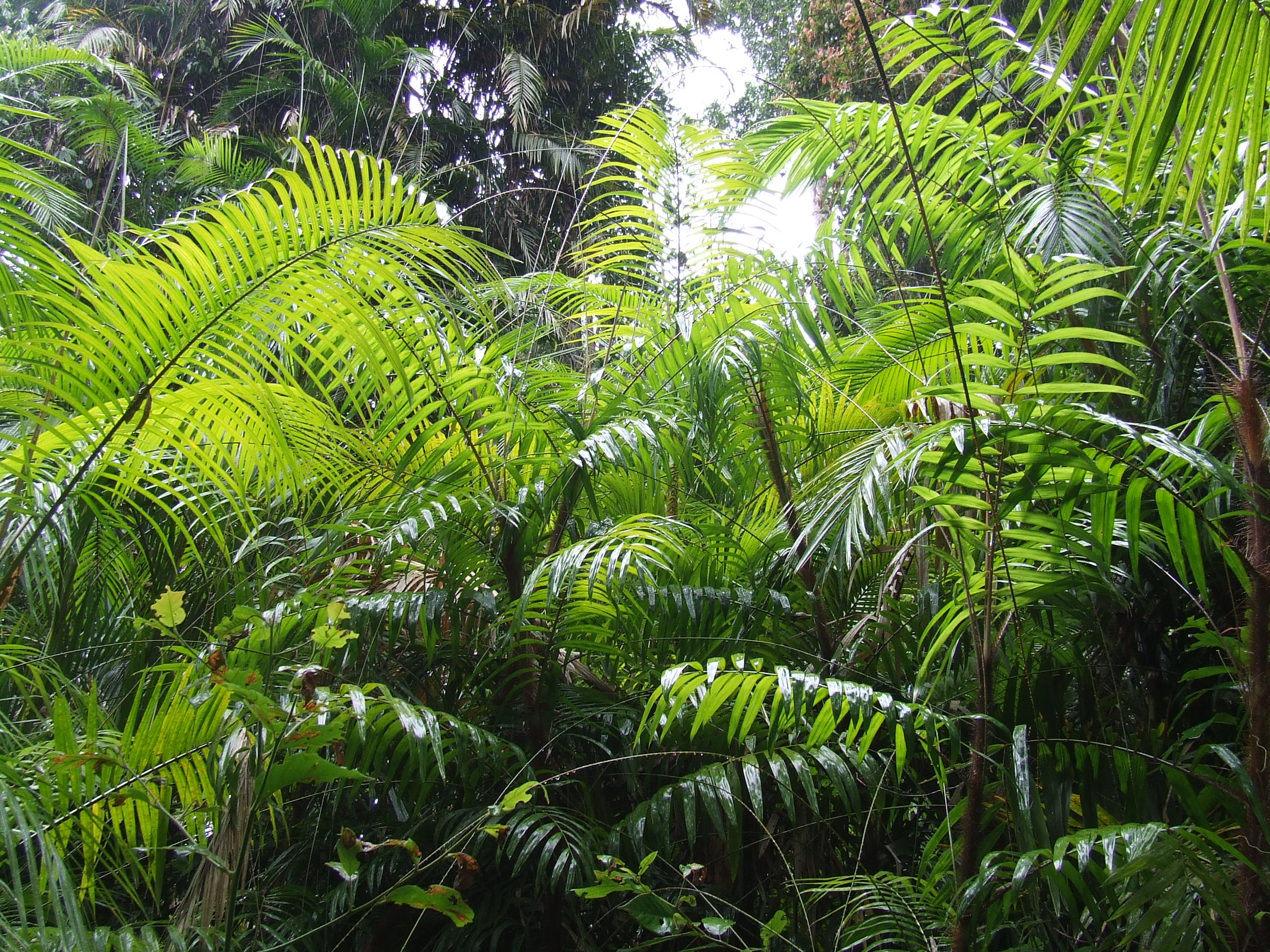
Флора озера Баррин.

## Происхождение
Озеро Баррин было образовано более 17 000 лет назад, в результате извержения большого вулкана, на месте кратера, который со временем заполнился водой. Кратер или маар образовались в результате серии вулканических взрывов. Эти взрывы были вызваны горячей расплавленной породой, вступившей в контакт с подземными водами, что вызвало накопление пара, газов и давления, которое разрушило центральное ядро вулкана. Этот массивный взрыв оставил огромный кратер, который наполнился дождевой водой, в результате чего образовалось озеро Баррин. Местные аборигены называют озеро «Бараны» (англ. Barany).

## Описание
Озеро Баррин — самое большое из природных вулканических озёр в этом районе, находящееся на высоте 730 м над уровнем моря. Оно около 1 км в диаметре, с береговой линией почти 4,5 км, средней глубиной 35 м и максимальной глубиной 65 м. Никакие потоки или источники не питают озеро; оно заполнено только дождевой водой. Во время сезона дождей из озера вытекает небольшой ручей. Он присоединяется к Toohey Creek, который является притоком реки Mulgrave.

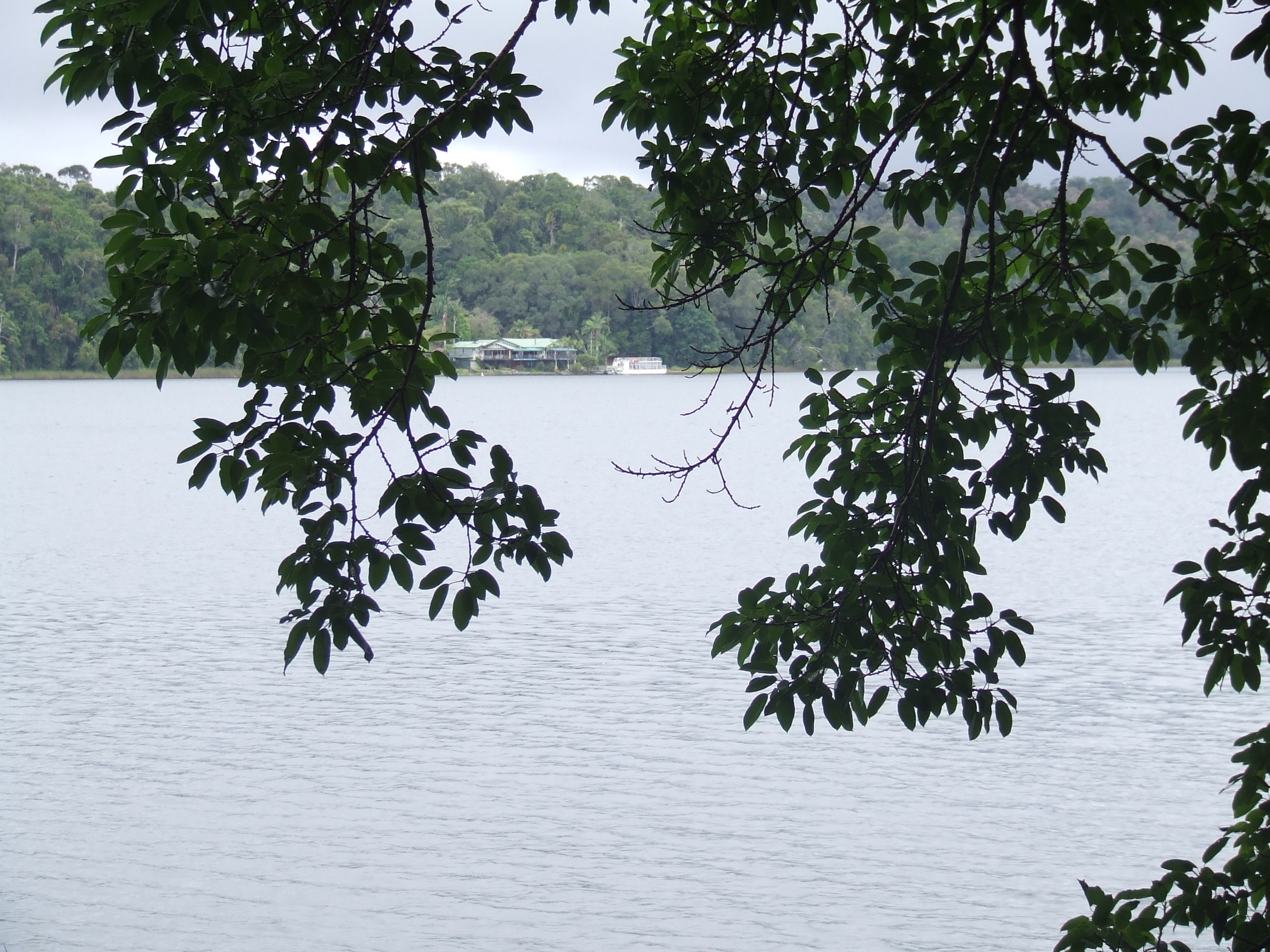
Озеро Баррин. Вид на чайный домик.

## Достопримечательности
Вокруг озера проходят пешеходные маршруты, а тур-операторы предлагают круизы по озеру. Услуги на озере включают площадку для пикника, киоск и довоенный чайный домик, который был построен в 1926 году. Посетители могут также поплавать в озере и принять участие в наблюдении за птицами. Кемпинг и домашние животные запрещены возле озера.

## Флора и фауна
В окрестностях озера, в тропическом лесу произрастают гигантские каури (Agathis microstachya), красный кедр (Toona ciliata) и шеффлеры лучелистные (Schefflera actinophylla). Дикая природа, распространенная в этом районе, включает в себя восточных водяных ящериц, гигантских угрей, черепа, кустарниковых питонов (Morelia kinghorni), пестрых бакланов, серых крякв, розовоногих древесных уток, черных лысушек, коршунов-свистунов, белобрюхих орланов.

## Вторая мировая война
Во время Второй мировой войны чайный домик использовался австралийской армией в качестве санатория.